# Carl George Ferdinand von Falckenhayn
Carl George Ferdinand von Falckenhayn (* 15. November 1749 in Gorzyn; † 26. Juni 1823 in Lüben) war ein preußischer Gutsherr und Landrat.

## Herkunft
Carl George Ferdinand von Falckenhayn war Angehöriger des Adelsgeschlechts Falkenhayn. Er war der Sohn von Carl Caspar Alexander von Falckenhayn (* 1705; † vor 1775), preußischer Hauptmann, sowie Erbherr auf Birnbaum, Lüben und Grabow. Seine Mutter war Christiane (* 1720; † nach 1775), geb. von Brause.

## Leben
Bis zum Alter von 16 Jahren erhielt er zunächst Privatunterricht, bevor er für drei Jahre das Pädagogium in Züllichau besuchte. Zeitgleich mit seiner Einführung in das westpreußische landschaftliche Kreditsystem wurde er von den Ständen zum Landschaftsdeputierten gewählt. Nachdem er dieses Amt drei Jahre ausgeübt hatte, wurde er im August 1794 zum Kreisdeputierten gewählt. Nach dem Tod von Dietrich Hans Sebastian von Unruh im Jahr 1794, Landrat des Kreises Deutsch Krone, wurde er zu dessen Nachfolger gewählt. Das am 27. Januar 1795 angewiesene Große Examen legte er erfolgreich am 22. August des Jahres ab. Die Bestallung zum Landrat erfolgte am 6. September 1795. Das Amt als Landrat übte er bis zu seiner Pensionierung im Jahr 1818 aus. Ihm im Amt folgte Ludwig von Germar.

## Persönliches
Carl George Ferdinand von Falckenhayn war Erbherr auf Wordel, Lüben, Klein Nakel, Drahnow, Trebbin und Wissulke. In erster Ehe war er seit 1772 mit Henriette Auguste (1746–1807), geb. von der Goltz, verheiratet. Ihre beiden Söhne waren:
- George Ludwig Alexander (1777–1849), preußischer Leutnant und Erbherr auf Burg Belchau
- Carl August (* 1782), im Jahr 1798 Junker im Kürassierregiment von Prinz Ludwig von Württemberg